# 寺田克也
寺田 克也（、1963年〈昭和38年〉12月7日 - ）は、日本の男性イラストレーター、漫画家。岡山県玉野市出身。
キャラクターデザインは、ゲームやアニメから実写映画まで多くの分野で行っており、日本国外の作品にも参加している。

## 来歴・人物
中学時代は卓球部に在籍。岡山県立岡山工業高校工業デザイン科卒、阿佐ヶ谷美術専門学校卒。在学中からイラストの仕事などを任され、1984年にフリーになる。
阿佐美時代の同級生に造形師の竹谷隆之、1学年上に漫画家の桂正和、3学年上に映画監督の雨宮慶太、1学年下にやはり映画監督の佐藤嗣麻子と山崎貴がいる。CLAMPとの親交がある。
絵はメビウス、エンキ・ビラル、フランク・フラゼッタ、生頼範義に強く影響を受けているほか、日本の漫画家では大友克洋、谷口ジローの影響も受け、この2人とは交友もある。モチーフの描写には手塚治虫の影響も見られる。一部で本人が好きだというあすなひろしも影響がある。その他影響を受けた人として、横山光輝、吉田カツ、レンブラント、ベラスケス、ダリ、マチス、葛飾北斎、ノーマン・ロックウェル、武部本一郎、ミニョス、高村光雲、福山庸治、河村要助の名を挙げている。
ゲームのキャラクターデザイン、小説の挿絵、漫画など数多くのメディアで活動中。アニメ、ゲームの分野での活動のため、海外にもファンが存在する。
萩尾望都、いしかわじゅん、鳥山明、横山宏、ナイキの社長らが寺田のPainterを使用した作業の見学に来たこともある。
夢枕獏に「寺田克也よ　おまえはなんて絵がうまいのだ」と言わしめた。大抵の物は描くが、唯一苦手なモチーフに「面倒くさい」という理由で建造物を挙げている。
2022年、ライター、歌手の姫乃たまと結婚を発表。
羽海野チカがFate/Grand Orderのキャラクターデザインを依頼されデジタル作画について、使用しているアプリのレイヤーが少ない事を相談された際、寺田自身も同じアプリを使用している事を引き合いに出し、「一枚で描けばいいじゃない」と助言している（2021/10/17のわしゃがなTVにて羽海野より言及。）

## デザイン

### ゲーム
- 探偵 神宮寺三郎シリーズ（1987年 - ）
- バーチャファイター2（1994年）
- バトルクロード（1994年）
- ソルディバイド（1997年）
- ストリートゴルファー（2002年）
- BUSINシリーズ（2001年）
- カルドセプトシリーズ
  - カルドセプト セカンド（2001年） - カードイラスト
  - カルドセプト サーガ（2006年） - カードイラスト
- 鉄拳シリーズ
  - 鉄拳5（2004年） - 一部キャラクターのエクストラコスチューム
  - 鉄拳タッグトーナメント2（2011年） - 州光のエクストラコスチューム
- アルテイル（2004年） - カードイラスト
- VSシステム - カードイラスト
- 七魂 NANATAMA クロニクルオブダンジョンメーカー（2009年）
- LA-MULANA EX - ウェイバックマシン（2014年12月27日アーカイブ分）（2014年）- イメージイラスト

### アニメ
- BLOOD THE LAST VAMPIRE（2000年）[1]
- 48×61（2004年） - キャラクターデザイン原案
- シルクロード少年 ユート（2006年）
- よなよなペンギン（2009年）
- スペース☆ダンディ（2014年）

### 映画
- 未来忍者（1988年） - キャラクター・コスチューム・小道具デザイン
- ゼイラム（1991年） - コスチュームデザイン
- ゼイラム2（1994年） - コスチュームデザイン・ソバ屋店員役
- 学校の怪談（1995年） - クリーチャーデザイン
- タオの月（1997年） - コスチュームデザイン
- キューティーハニー（2004年） - ハニーコスチュームデザイン
- デビルマン（2004年） - デビルマンコンセプトデザイン
- ゴジラ FINAL WARS （2004年） - モンスターXデザイン[2][1][注釈 2]
- 立喰師列伝（2006年） - フランクフルトの辰役
- ヤッターマン（2009年） - メカ & キャラクターデザインリファイン[1]
- 仮面ライダーシリーズ
  - 仮面ライダー×仮面ライダー W&ディケイド MOVIE大戦2010（2009年） - クリーチャーデザイン
  - 仮面ライダーW FOREVER AtoZ/運命のガイアメモリ（2010年） - クリーチャーデザイン
  - 仮面ライダー×仮面ライダー オーズ&ダブル feat.スカル MOVIE大戦CORE（2010年） - ドーパントデザイン、小森絵漣の衣裳デザイン[要出典]
- エンジェル ウォーズ（2011年） - コンセプトデザイン
- パシフィック・リム（2013年） - ポスターイラスト
- THE NEXT GENERATION -パトレイバー-（2014年） - レイバーイメージデザイン
- テラフォーマーズ（2016年） - キャラクターリファイン（テラフォーマー）
- 妖怪大戦争 ガーディアンズ（2021年） - 妖怪デザイン

### 特撮テレビドラマ
- メタルヒーローシリーズ
  - 超人機メタルダー（1987年） - ザーゲン[3]、ダムネン[3]、ムキムキマン[3]、フーフーチュウ[3]
  - 機動刑事ジバン（1989年） - ゾウノイド[3][注釈 3]
- 仮面ライダーシリーズ
  - 仮面ライダーW（2009年 - 2010年） - クリーチャーデザイン
  - 仮面ライダーエグゼイド（2016年 - 2017年） - クリーチャーデザイン[10]

### 漫画（デザイン）
- 風都探偵 - クリーチャーデザイン

## 画集・写真集・著書
- 『寺田克也全仕事集 寺田克也全部』（講談社、1999年10月31日第1刷発行）ISBN 4-06-330083-8
- 『（カバー・ガールズ）寺田克也』（ワニマガジン社、2000年11月25日初版第1刷発行）ISBN 4-89829-813-3
- 『寺田克也ポスターブック』（講談社、2000年12月21日発売）ISBN 4-06-345073-2
- 『寺田克也ラクガキング』（アスペクト、2002年2月4日第1版第1刷発行）ISBN 4-7572-0885-5
- 『寺田克也 ペインタボン!』（ラピュータ、2002年7月20日初版第1刷発行）ISBN 4-947752-22-X
- 『寺田克也グラフィックス「BUSIN Ø」キャラクター&ワールドガイダンス』（エンターブレイン、2004年4月12日初版発行）ISBN 4-7577-1852-7
- 『ジョン・シンメトリー』（写真集、スタパ齋藤・伊藤ガビンと共著。ラピュータ、2004年6月25日初版第一刷発行）ISBN 4-947752-63-7
- 『ビバ・イル・チクリッシモ! 完全限定版 大友克洋×寺田克也』（大友克洋との合作。マガジンハウス、2008年9月10日発行）ISBN 978-4-8387-1894-8
- 『寺田克也のキャラクターメイキングブック よなよなペンギン』（飛鳥新社、2009年12月28日第1刷発行）ISBN 978-4-87031-980-6
- 『寺田克也式ガソリン生活』（朝日新聞出版、2013年3月30日第1刷発行）ISBN 978-4-02-251075-4
- 『寺田克也ココ10年』（パイ インターナショナル、2013年4月12日初版第1刷発行）ISBN 978-4-7562-4376-8
- 『寺田克也 エロ×メカ』（発行：エディシオン・トレヴィル／発売：河出書房新社、2014年3月31日初版発行）ISBN 978-4-309-92008-5
- 『寺田克也画集 DRAGON GIRL & MONKEY KING』（小学館集英社プロダクション、2014年12月5日初版第1刷発行）ISBN 978-4-7968-7521-9
- 『絵を描いて生きていく方法?』（パイ インターナショナル、2015年10月21日初版第1刷発行）ISBN 978-4-7562-4507-6
- 『寺田克也+キム・ジョンギ イラスト集』（玄光社、2017年4月11日初版発行）ISBN 978-4-7683-0790-8
- 『寺田克也原寸』（パイ インターナショナル、2019年4月13日初版第1刷発行）ISBN 978-4-7562-5165-7

## 漫画
- 『ちょっとフルくてイイくるま のらずにいられないっ!』世界文化社、1995年2月（原作：DAVE鴫原、監修：吉田匠）
  - 『のらずにいられないっ!』双葉社、2010年4月
- 『Virtua fighter 2 ten stories』アスキー、1997年3月
- 『西遊奇伝 大猿王 vol.1』集英社、1998年12月[1]
  - 『西遊奇伝 大猿王 vol.2』集英社、2010年6月
- 『ラクダが笑う』ワニマガジン社、2003年1月
- 『デトロイトNGサーカス』双葉社、2010年4月（原作：DAVE鴫原）
- 「BBC」（『FLAT』）
- 「BOX!」（『Adidas MANGA FEVER』）
- 「しあわせな桃太郎」（『日本ふるさと沈没』）
- 「新妖怪図」（『サムケ』Vol.1）
- 「唐獅子キッズ」（原作：梶研吾、『ジャンプスクエア』2011年7月号）
- 「中年銃を持つ男」(『ランバロール』07)

## 小説の表紙・挿絵
- 伊賀忍法帖（山田風太郎）
- 甲賀忍法帖（山田風太郎）
- キマイラ・吼シリーズ（夢枕獏） - ソノラマノベルス版
- 餓狼伝シリーズ（夢枕獏） - 双葉文庫
- 月神祭（夢枕獏）
- 獣たちの夜 BLOOD THE LAST VAMPIRE（押井守）
- 幻魔大戦（平井和正）
- 彷徨える艦隊シリーズ（ジャック・キャンベル著 / 月岡小穂訳）
- 月面の聖戦シリーズ（ジャック・キャンベル著 / 月岡小穂訳）
- シルクロード少年 ユートシリーズ（戸梶圭太）
- 車掌（穂村弘との合作）
  - 課長（穂村弘との合作）
- 戦国自衛隊1549（福井晴敏）
- ドラゴンバスター（ゲームブック）
- 虎よ、虎よ!（アルフレッド・ベスター著 / 中田耕治訳）
- プラネットハザード（ジェイムズ・アラン・ガードナー著 / 関口幸男訳）
- フランケンシュタイン（メアリ・シェリー著 / 森下弓子訳） - 2009年東京創元社版
- 双色の瞳シリーズ（霜越かほる）
- マルドゥック・スクランブル（冲方丁）
  - マルドゥック・ヴェロシティ（冲方丁）
  - マルドゥック・フラグメンツ（冲方丁）
- 明治ドラキュラ伝（菊地秀行）
- ガソリン生活（伊坂幸太郎）
- ババヤガの夜 (王谷晶)

## その他
- 源平討魔伝実写版ビデオ（アニメーションパート原画）
- 福野礼一郎著「自動車ロン」シリーズ（表紙・扉絵）
- 田丸浩史著「スペースアルプス伝説」（表紙カバー）
- 福井晴敏著「6ステイン」（DAISピン）
- edge2イラスト集（コラボレーション画集参加）
- 2007,2008ニトロプラスカレンダー（イラスト）
- 萩原一至著「BASTARD!! -暗黒の破壊神-」完全版8巻（表紙立体造形）
- ファイアーエムブレム・ザ・コンプリート（イラスト）
- ファイナルファンタジーXI（ポストカード、追加コンテンツ「石の見る夢」イメージイラスト）
- とみさわ昭仁著「人喰い映画祭【満腹版】」（表紙カバー）
- 日本科学未来館 空間情報科学展示「アナグラのうた」（展示内冊子アナログのイラスト）
- 2012年度 TVCM 学校法人・専門学校 HAL「Enemy's EYE」 篇（コンセプトビジュアルと右手）
- 押井守著「世界の半分を怒らせる」（表紙カバー）
- 俗・さよなら絶望先生 - エンドカード
- テレビアニメ『3月のライオン』第8話エンドカード
- 寺田克也版 妖鳥シレーヌ（GILLGILL）
- 「おじゃる丸」放送20周年記念イラスト[11]
- 悟空、大砂界に妖猿と遭遇す（『諸星大二郎 デビュー50周年記念 トリビュート』収録[12]）
- 藤原カムイ『西遊記』円の巻（1999年、NHK出版） - 巻末の解説を書く。
- 月刊コミックビーム 表紙イラスト（1997年1月号～1999年3月号）

## 活動

### 展覧会
- 「寺田克也 ココ10年展」2013年3月16日 - 6月30日、京都国際マンガミュージアム2階 ギャラリー1・2・3[13]
- 「寺田克也ココ12年展〜絵を描いて生きていく方法？〜」2015年10月31日 - 2016年1月31日、空想とアートのミュージアム 福島さくら遊学舎（福島ガイナックス内施設）[14]

### 出演
- 技法書『獣人・擬人化 人外デザインのコツ』出版記念オンラインイベント「人外デザイン講義」2021年9月27日[15]、TwitCasting配信 - 墨佳遼とともに出演[15]